# Chūō (Tokio)
Chūō (jap. 中央区 Chūō-ku) – jeden z 23 specjalnych okręgów (dzielnic) japońskiej stolicy, Tokio. Ma powierzchnię 10,21 km². W 2020 r. mieszkało w nim 169 318 osób, w 92 338 gospodarstwach domowych  (w 2010 r. 122 831 osób, w 68 095 gospodarstwach domowych).